# هيو مكدونالد (مغني أمريكي)
هيو مكدونالد (بالإنجليزية: Hugh McDonald)‏ هو مغني أمريكي، ولد في 28 ديسمبر 1950 في فيلادلفيا في الولايات المتحدة.

## وصلات خارجية
- الموقع الرسمي
- هيو مكدونالد على موقع ميوزك برينز (الإنجليزية)
- هيو مكدونالد على موقع أول ميوزيك (الإنجليزية)
- هيو مكدونالد على موقع ديسكوغز (الإنجليزية)